# Dyrosaurus
Dyrosaurus (лат.) — род вымерших крокодиломорфов из семейства дирозаврид (Dyrosauridae) подотряда Tethysuchia, чьи окаменелые остатки обнаружены в отложениях нижнемелового — верхнего эоценового отделов Алжира, Марокко, Туниса, Нигера и Ливии.

## Классификация
По данным сайта Paleobiology Database, на май 2021 года в род включают 2 вымерших вида:
- Dyrosaurus maghribensis Jouve et al., 2006
- Dyrosaurus phosphaticus (Thomas, 1893)typus [syn. Crocodilus phosphaticus Thomas, 1893, Dyrosaurus berneti Bergounioux, 1955, Dyrosaurus variabilis Bergounioux, 1955, Dyrosaurus thevestensis Pomel, 1894[2]]

Кроме того, к роду относят виды Dyrosaurus minor Swinton, 1930 и Dyrosaurus paucidens Armbourg, 1952, а также биномен "Dyrosaurus choumovitchi" Bergounioux, 1955, не имеющий формального описания и, вероятно, являющийся младшим субъективным синонимом типового вида Dyrosaurus phosphaticus.